# フィラッハ - ローゼンバッハ線
フィラッハ - ローゼンバッハ線（ドイツ語;Bahnstrecke Villach–Rosenbach）は、オーストリア国鉄の鉄道線の名称である。路線番号は221。
なお、2021年度以前の路線番号は651であった。

## 運行形態
3種類の特急と、普通列車が運行している。

### 寝台特急「ユーロナイト(EN)」
下記1系統が運行されている。フィラハ以西は601号線に、イェセニツェ以東はリュブリャナ方面に直通する。
- シュツットガルト/チューリヒ - フィラハ - イェセニツェ - ザグレブ/リイェカ
一日1往復の運行。
過去の運行形態
2020年度以前は、ドイツ直通便とスイス直通便が併結しておらず、合わせて一日2往復の運行であった。
2020年秋 - 2021年7月の間、運行を休止していた。
2021年度より、スイス直通便がファーク停車となった。
2023年度より、両系統が併結して運行する様になった。ファークは再び全列車通過となった。

### 特急「シュネルツーク(D)」
- フィラハ - イェセニツェ - ドボヴァ/ヴィンコヴツィ
一日6往復、2-4時間間隔での運行。イェセニツェ以東はリュブリャナ方面に直通する。朝の西行1本に限りローゼンバッハに停車する。
2023年度以前は一日2往復の運行で、全列車ローゼンバッハを通過していた。特に2020年秋 - 2021年春の間はフィラハ - イェセニツェ間の運行であった。2023年12月から2024年3月まで、スロベニアへの直通は一日3往復に限られていた。

### 普通「Sバーン(S)」
下記2系統に分かれる。
- S5系統：　フィラハ - ローゼンバッハ
1時間に1本の運行。
2020年以前は、フィラハ方面行の大部分、ローゼンバッハ行の平日半数がフェルトキルヒェンやザンクトファイトまで直通していた。休日は本数が少なく、2時間に1本の運行であった。2021年以前はS2系統を名乗っていた。2023年度以前は、平日の西行片道1本のみイェセニツェ始発であった。

- カラヴァンケン・シュプリンター号：　フィラハ - イェセニツェ　【夏季運行】
夏季のみ、一日1往復の運行。
2019年以前は、夏季の休日限定で、フェルトキルヒェン - イェセニツェ間に2時間に1本運行していた。「S21」の系統番号が与えられていた。2020年は運休し、2021年に現在の運行形態となった。

### 過去の運行種別
- 特急「ユーロシティ(EC)」
  - ミマラ号：　フランクフルト - フィラハ - ザグレブ
一日1往復運行していた。フィラハ以西はクラーゲンフルト発着のブラウエル・エンツィアン号に併結されて220号線に直通していた。イェセニツェ以東はリュブリャナ方面に直通していた。シュネルツーク(D)と同じ停車駅であった。
2020 - 22年度はフィラハ - ザグレブ間の運行であった。特に2020年秋 - 2021年春の間はフィラハ - イェセニツェ間の運行であった。
2024年度以降、フィラハ発着のシュネルツーク(D)に代替される形で運行休止。

- 快速「レギオナルエクスプレス(REX)」
  - フリーザハ/クラーゲンフルト - フィラハ - ゲーダースドルフ - ローゼンバッハ
2021年以前、ローゼンバッハ行のみ、一日片道1本のみ運行していた。フィラハ以北は601号線から直通していた（休日はフィラハ始発）。ヴィンクルを除く各駅に停車していた。
2021年末に、221号線内は普通に格下げとなった。

## 駅一覧
以下では、ルドルフ線の駅と営業キロ、停車列車、接続路線などを一覧表で示す。
- 種別
  - EN：寝台特急「ユーロナイト」
  - EC：特急「ユーロシティ」
  - D：特急「シュネルツーク」
  - S：普通「Sバーン」
- 停車駅
  - ■印：全列車停車
  - ●印：一部通過
  - ◐、◑印：半数停車
  - ○印：一部停車
  - ｜印：全列車通過

| 路線名 | 駅名                                          | 駅間営業キロ | 累計営業キロ | 累計営業キロ         | EN | D  | S  | 接続路線                                                                                          | 所在地         | 所在地           |
| ------ | --------------------------------------------- | ------------ | ------------ | -------------------- | -- | -- | -- | ------------------------------------------------------------------------------------------------- | -------------- | ---------------- |
| 221    | フィラハ本駅                                  | 4.0          | 199.1        | 377.6                | ■  | ■  | ■  | 220号線（リーエンツ/ザルツブルク方面） 601号線（ウィーン方面）、650号線（フェルトキルヒェン方面） | ケルンテン州   | フィラハ市       |
| 221    | フィラハ西駅                                  | 1.4          | 200.5        | 379.1                | ｜ | ｜ | ■  |                                                                                                   | ケルンテン州   | フィラハ市       |
| 221    | フィラハ・ヴァームバト駅                      | 2.6          | 203.1        | 381.7                | ｜ | ｜ | ■  | 670号線（ヘアマゴー方面）、イタリア国鉄15号線（ベネチア方面）                                     | ケルンテン州   | フィラハ市       |
| 221    | ゲーダースドルフ駅                            | 2.9          | 206.0        | フィラハ西駅から 5.4 | ｜ | ｜ | ■  |                                                                                                   | ケルンテン州   | フィラハラント郡 |
| 221    | フィンケンシュタイン駅                        | 1.6          | 207.6        | 7.0                  | ｜ | ｜ | ■  |                                                                                                   | ケルンテン州   | フィラハラント郡 |
| 221    | ファーク・アム・ゼー駅                        | 3.7          | 211.3        | 10.7                 | ｜ | ■  | ■  |                                                                                                   | ケルンテン州   | フィラハラント郡 |
| 221    | レーデニッツェン駅                            | 5.3          | 216.6        | 16.0                 | ｜ | ｜ | ■  |                                                                                                   | ケルンテン州   | フィラハラント郡 |
| 221    | ヴィンクル・イム・ローゼンタル駅（休止中 *3） |              |              | (19.5)               | ｜ | ｜ | ｜ |                                                                                                   | ケルンテン州   | フィラハラント郡 |
| 221    | ローゼンバッハ駅                              | 6.6          | 223.2        | 22.6                 | ｜ | ○  | ■  |                                                                                                   | ケルンテン州   | フィラハラント郡 |
| 221    | イェセニツェ駅                                | 12.9         | 236.1        | 35.5                 | ■  | ■  | ■  | スロヴェニア国鉄リュブリャナ方面、ノヴァゴリツァ方面                                              | ゴレンスカ地方 | イェセニツェ町   |

(*3) 2019年12月休止。